# 養育費履行強制庁
養育費履行強制庁（英語：Office of Child Support Enforcement、OCSE）は、アメリカの養育費制度を担当する政府機関である。養育費は、児童に金銭的な支援を提供する親の義務である。OCSEは、1975年に連邦政府が制定した養育費履行強制及び実親確定制度（Child Support Enforcement and Paternity Establishment Program、CSE）に伴って設立されたもので、これは親権のない親から養育費を徴収することで生活保護費を削減するために制定された。
OCSEの使命は、親が児童と離れて生活している時に親が支払う養育費の確実性を高めることである。この制度は、両親の所在を特定し、法的な父親（実親）を確定し、公正な扶養命令を確立・執行すること、子のための医療保障を増加させること、両親を雇用サービスに紹介する等支払いの障害を除くこと、健全な両親の関係を支援すること、責任ある父の責任を支援すること、そして家族間の暴力を防止・軽減によって、これを達成する。

## 制度の歴史
1935年に児童扶養家庭扶助（AFDC）と呼ばれる社会保障法の結果として制度が作成された。これは、低所得または無所得の家庭のニーズ、特に、一人親家庭に住む児童の需要に応えるために設立された。特に、死亡または遺棄で親を失った児童に焦点が当てられた。
扶養児童に影響を与える問題が変化するにつれ、サービスに対するニーズは時間の経過とともに拡大していった。1970年代までには、経済的援助の理由がAFDCの当初の意図から明らかに発展していることが認識された。片親を死亡や遺棄で失った子どもを支援するのとは対照的に、夫婦が離婚したり、別居したり、一度も結婚しなかったりしたために必要な援助の大部分は増加した。このことを認識した連邦政府は、1975年に養育費履行強制及び実親確定制度（CSE）を制定した。この法律は、児童の経済的支援に責任を持つ親を追求するだけでなく、養育費が生物学的な父から徴収できるよう、結婚以外で生まれた児童の実親を確定するために設置された。同法はまた、社会保障法（4章D節）を改正し、非居住者である親の居場所の特定、実親の確定、児童支援賞の確立、養育費の徴収を目的に執行する連邦マッチングファンド制度を認可した。
OCSEは、1975年の連邦政府によるCSEの制定により設立された。AFDCは1996年個人責任及び雇用機会調和法によって廃止され、今日のTANF（貧困家庭への一時扶助）として知られるより厳しい法的基準に置き換えられた。TANFはマッチング・ブロック・グラント制度である。州は、父親の身元確認を増やすこと、親とその資産を特定して探すために州間のネットワークをリンクさせること（連邦親探索サービス（FPLS）を介して）、ブロックグラントの資金を受け取るためにより多くの執行技術を適用することなどの分野で、特定の連邦基準を満たすことが求められている。

## 組織構造
州と部族の機関がCSE制度の主要な管理者であるが、連邦政府の部門であるOCSEは、州と部族の児童扶養機関に指示・支援する役割を果たす。OCSEは、アメリカ合衆国保健福祉省（HHS）の一部門である児童家庭局（ACF）内の機関である。OCSEは、州や部族による制度設計の支援、技術的支援、資金調達、責任のある親の特定支援、および養育費徴収支援を提供している。OCSEコミッショナーは、アメリカの児童扶養制度全体に責任があり、OCSEは、連邦法の遵守と効果的な制度執行を確認するために、様々な州・部族の制度の監査を実施している。
OCSEは、児童家庭局（ACF）によって監督されている。OCSEは約150名のスタッフを擁し、ワシントンDCに拠点を置き、ボストン、ニューヨーク、フィラデルフィア、アトランタ、シカゴ、ダラス、カンザスシティ、デンバー、サンフランシスコ、シアトルに10の地域事務所がある。

## 制度の予算と規模
OCSEは、議会が監督した予算から資金を受け取る。
| 年     | 歳出     |
| ------ | -------- |
| 2007年 | 44億ドル |
| 2008年 | 43億ドル |
| 2009年 | 43億ドル |
| 2010年 | 47億ドル |
| 2011年 | 42億ドル |
| 2012年 | 39億ドル |
| 2013年 | 39億ドル |
| 2014年 | 40億ドル |
| 2015年 | 40億ドル |
| 2016年 | 40億ドル |

2010会計年度には、この制度は270億ドルを徴収し、そのうち94%が家族に分配された。2011会計年度には、OCSEは全国で1,730万人の児童とその親にサービスを提供した。

## 他の制度/機関との制度の関係
OCSEは個人や家族に直接サービスを提供しない。OCSEは制度を管理するため、他の連邦、州、部族、地方の機関と提携し、支援している。OCSEは、これらの機関が連邦法を遵守し、制度を進展し、維持するのを支援する。彼らがこれを行う方法の一つは、養育費徴収の自動管理を支援する情報システムを実装するために協力することである。各州と部族はOCSEによって承認・認証・監視された自動化システムを持たなければならない。
養育費制度と国の金融機関との連携により、各州は滞納した養育費を支払うために銀行口座を凍結したり差し押さえたりすることで、家族のための徴収を大幅に増加させることができた。OCSEは、保険会社またはその指定代理店、州の労働者災害補償機関、およびアメリカ合衆国労働省との間で保険マッチ制度を運営している。
養育費制度のもう一つの重要な使命は、研究を効果的な養育費政策に組み合わせることである。OCSEは、児童と家族にとって最善の結果を生み出すために、助成対象者や多くの公的・民間パートナーと協力して、証拠に基づいた研究の取り組みを開発している。
OCSEはまた、州や部族の育児支援機関からのデータを収集・分析している。このデータは議会への年次報告書を作成するために使用され、制度の成果や取扱件数、徴収額、経費に関する統計を明らかにするために使用される。
OCSEは、養育費制度のための国の政策を提案し、実施する。また、州や部族が連邦法に従って個々の制度を開発し、運営するのを支援するための指導・訓練も提供している。
OCSEは、国の養育費制度の使命と目標を促進するために、2つの裁量的助成制度の機会を提供している。(1)他の機関、信仰や地域社会に根ざした組織、大学、民間コンサルタントと契約して、これらの取り組みに加わるセクション1115実証助成金、(2)州の養成費制度の運営に関連した研究や実証制度、地域的または国家的に重要な特別なプロジェクトに連邦資金を提供する特別改善プロジェクト（SIP）助成金である。

## 他のレベルの政府、非営利団体、企業との制度の関係
養育費制度は、地方レベルでサービスを提供するために、地方または州の弁護士、法執行機関、家庭裁判所の職員と協力している。OCSEは、国際的な養育費のためのアメリカの中央機関であり、家族が異なる国に住んでいる場合に支援を求める家族、州、国に支援を提供している。OCSEは、多くの公的・民間パートナーと協力して、養育費の徴収を増やし、親が子の経済的なニーズを満たせるように支援している。雇用者は養育費制度にとって不可欠である。養育費の大部分（70%）は直接賃金の天引きで徴収される。雇用主は、新規雇用の従業員と解雇した従業員を報告し、指示通りに養育費の支払いを天引き徴収し、児童の医療保険に登録し、州の支払いユニットに養育費を送金する責任がある。
OCSEの重要な機能は、認めれたデータの照合である。雇用者は新規雇用された従業員を指定の州機関に報告することが求められている。OCSEはこれらの記録を収集・維持し、州の養育費記録と照合することで、養育費を支払う責任のある親や収入源を見つけ、誤った支払いや政府の福利厚生プログラムへの不正アクセスを防止する。

## 困難
OCSEは、賃金の引き落とし、銀行口座の差し押さえ、運転免許証やパスポートの停止など、養育費徴収のための多くの執行手段を持っている。OCSEが直面する課題は、そのような手段が機能しない場合にどうするかである。失業は、これらのプロセスに大きな影響を与える。例えば、景気が悪くなると、十分な教育や訓練を受けていない一人親の多くが最初に職を失い、再雇用されるのは最後になる。その結果、彼らは収入を失い、その後、養育費が徴収できなくなる。
OCSEが直面している他の課題は、親権者の親と児童のニーズと非親権者の親の権利と責任のバランスをとることである。多くの非親権者の親は、養育費の設定と徴収プロセスにおいて無力であると感じている。彼らは時には憤慨し、気分を害し、養育費の支払いに協力しなくなるだろう。
もう一つの課題は、同性間のリレーションシップの結果である児童の父子関係と扶養命令の確立である。例えば、児童の扶養と親権の決定は、裁判所が児童の生物学的親権、児童を育てることを望む代理親の権利を考慮する必要があるため、複雑になる可能性がある。裁判所によっては、一緒に児童を育てる計画を持って、同性パートナーとの家庭を始めることに同意した人は、親であり、したがって、養育費の責任があると判断するだろう。
結論として、養育費は、生活保護を受けている家庭や、戦争や育児放棄で親を失った児童にサービスを提供することから、子を持つ親が離婚・別居・非婚という現代社会の複雑な状況に対応するために、時間をかけて進化してきた。様々な公共および民間のパートナーと協力して、OCSEと州の支部は、国中の扶養児童に必要な数十億ドルの養育費を徴収する。